# Gulpener Herfstbock
Gulpener Herfstbock is een Nederlands bier van het type herfstbok, dat sinds 2002 wordt gebrouwen in Gulpen, bij de Gulpener Bierbrouwerij. 
Het is een diep bruinrood bovengistend bier met een alcoholpercentage van 6,5%.
Het Herfstbock dat te veel gebrouwen is of extra gebrouwen wordt, wordt 12 maanden gelagerd in flessen van 75cl zodat Gulpener Jaarling ontstaat.

## Onderscheidingen

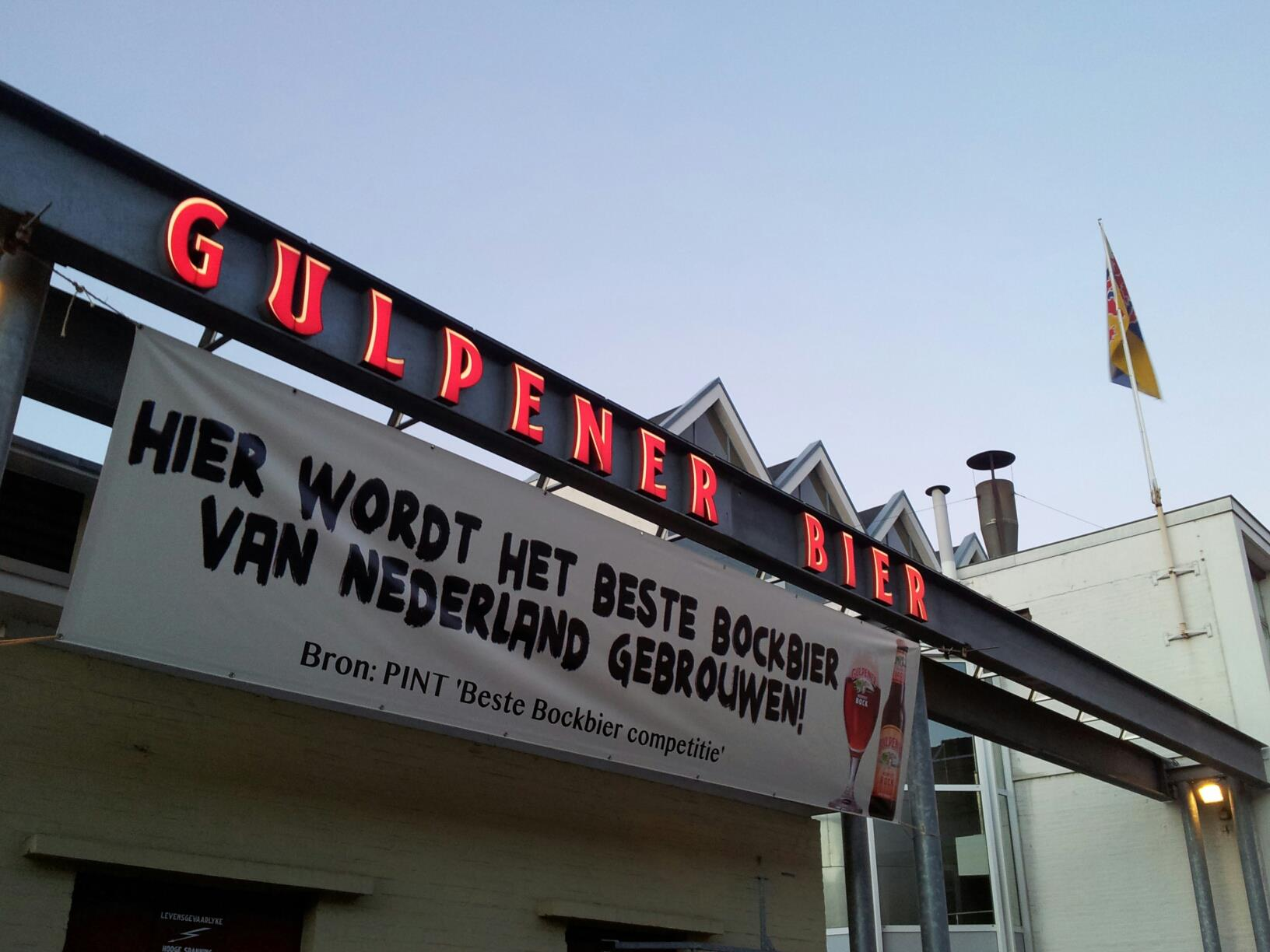
Beste Bockbier 2012; Spandoek bij de Gulpener Bierbrouwerij

- Op 7 oktober 2005 werd Gulpener Herfstbock tijdens de 14e nationale bockbierproeverij van de Stichting Biergilde ter bevordering van de Nederlandse Biercultuur (BNB) gekroond tot meest gewaardeerde bockbier van 2005.
- Tijdens het PINT Bokbierfestival op 28 oktober 2012 werd Gulpener Herfstbock verkozen tot beste bockbier in de "Beste Bockbier Competitie 2012".